# Sylvietta whytii
El crombec carirrojo (Sylvietta whytii) es una especie de ave paseriforme de la familia Macrosphenidae propia de África oriental.

## Descripción
Los especímenes de Sylvietta whytii tienen los laterales del rostro hasta las auriculares cubiertos por un grado variable de castaño. Aunque las partes superiores de estos pájaros es principalmente de un color gris claro, la tonalidad de la zona inferior y de la nuca puede variar en coloración en gran medida, entre tonalidades grisáceas y de castaño.

## Distribución y hábitat
Se encuentra en el este de África distribuido por Burundi, Etiopía, Kenia, Malawi, Mozambique, Namibia, Ruanda, Sudán del Sur, Tanzania, Uganda y Zimbabue. Su hábitat natural son los bosques tropicales tanto secos como húmedos.